# Ole Lando
Ole Lando (Copenhague, 2 de septiembre de 1922- 5 de abril de 2019) fue un jurista danés.

## Biografía
Ole Lando proviene de una familia de liberales. Su padre, Zelman Lando, era hijo de un rico industrial judío de Varsovia. El padre Lando se sorprendió de que los estudiantes, al comienzo de la guerra, fueran internados en Frankfurt en 1914 como ciudadanos rusos. Después de un vuelo a Suecia, su padre se mudó a Dinamarca en 1915 y en 1925 se convirtió en profesor de economía en la Escuela de Negocios de Copenhague.
Ole Lando nació en 1922. En 1940, a la edad de 18 años, comenzó a estudiar Derecho en la Universidad de Copenhague. Fue alumno de Alf Ross. Durante la Segunda Guerra Mundial, simpatizó con los comunistas daneses, considerándolos "los verdaderos amigos de los pobres". El 9 de octubre de 1943, huyó con su padre durante la "Operación Noche y Niebla" gracias a la resistencia danesa que exfiltró judíos daneses a Suecia. En Suecia, continuó sus estudios en clases particulares. En 1944 se convirtió en soldado en la "Brigada danesa" (Den Danske Brigade / Danforce).Dos años después de su liberación en 1947, se graduó y se incorporó al Ministerio de Justicia danés. En 1951 realizó un viaje de estudios a París y Oxford, donde conoció a Martin Wolff.
En 1952 comenzó a enseñar en la Escuela de Negocios de Copenhague como profesor de Derecho internacional privado. En 1954-1955 se convirtió en juez de distrito en Frederikssund. En 1955, se convirtió en miembro del gobierno de la Universidad de Míchigan. Allí conoció a Ulrich Drobnig, con quien mantuvo desde entonces una estrecha amistad. En sus estudios sobre Derecho internacional privado, sus modelos fueron Henri Batiffol y Ernst Rabel. Los abogados estadounidenses David F. Cavers y Brainerd Currie y su escuela de pensamiento "Análisis de intereses del gobierno" también influyeron en él.
Después de obtener su doctorado en 1963, se mudó permanentemente del Ministerio de Justicia a la Escuela de Negocios de Copenhague y desde entonces enseñó como profesor. En 1973 fue presidente de la Asociación Danesa de Derecho Europeo y permaneció así hasta 1995. Comentó con Ole Due el Tratado constitutivo de la Comunidad Económica Europea. Trabajó en la década de 1970 para la Conferencia de las Naciones Unidas sobre Comercio y Desarrollo (UNCTAD). Ole Lando ha trabajado en y para la Cámara de Comercio Internacional.
En 1976, participó en la creación de la Comisión de Derecho Contractual Europeo, a veces denominada “Comisión Lando”. Tuvo apoyo financiero de Claus Ehlermann, entonces director general de la Comisión Europea, a quien ya había conocido en Ann Arbor. En 1979 se convirtió en miembro del Instituto UNIDROIT. Según él, “Las normas CISG, UNIDROIT y los Principios Europeos del Derecho Contractual constituyen el “ius commune” [Derecho emergente] para un futuro “Derecho contractual global”.
Ole Lando fue miembro de la organización sucesora de CECL, el Grupo de Estudio sobre un Código Civil Europeo de 1999.

## Participaciones
- Presidente de la Comisión de Derecho Contractual Europeo.
- Miembro del Grupo de Trabajo de UNIDROIT sobre Contratos Comerciales Internacionales.
- Miembro de la Academia de Ciencias de Finlandia (desde 1988).
- Miembro de la Real Sociedad de Ciencias de Uppsala.
- Miembro del Grupo Europeo de Derecho Internacional Privado.
- Miembro de la Academia Europæa.[2]
- Miembro de la Academia Internacional de Derecho Comparado.[3]
- Miembro fundador del Instituto de Derecho Europeo (European Law Institute).

## Distinciones
- Doctor honoris causa por la Escuela de Economía de Estocolmo (1988).
- Doctor honoris causa por la Universidad de Osnabrück (1997).
- Doctor honoris causa por la Universidad de Friburgo (1998).
- Doctor honoris causa por la Universidad de Wurzburgo (2012).[4]

## Publicaciones

### Jurídicas
- Kontraktstatuttet: Hovedpunkter af den internationale kontraktrets almindelige del. Juristforbundet, Kopenhagen 1962 (Dissertation, Universität Kopenhagen, 1962); 3. Auflage: Kontraktstatuttet: Danske og fremmede lovvalgsregler om kontrakter (= Udenrigshandelsret. 2). Juristforbundets Forlag, Kopenhagen 1981, ISBN 87-574-2432-2.
- Udenrigshandelens kontrakter: Skandinavisk, vesteuropæisk og amerikansk ret om kontraktforhold i almindelighed samt om køb, agentur og eneforhandling (= Udenrigshandelsret. 1). Munksgaard, Kopenhagen 1969; 4. Auflage: Udenrigshandelens kontrakter: Internationalt gældende samt vesteuropæisk og amerikansk ret og kontraktforhold i almindelighed og om løsørekøb, agentur og eneforhandling (= Udenrigshandelsret. 1). Jurist-og Økonomforbundets Forlag, Kopenhagen 1991, ISBN 87-574-2434-9.
- Contracts (= International Encyclopedia of Comparative Law. Bd. 3, Kap. 24). Mohr, Tübingen 1976.
- The Conflict of Laws of Contracts: General Principles. In: Recueil des Cours de l’Académie de Droit International. Bd. 189 (1984), S. 225–447, doi:10.1163/ej.9780792300571.225-447.
- Kort indføring i komparativ ret. Jurist- og Økonomforbundets Forlag, Kopenhagen 1986, ISBN 87-574-4710-1 .
- (hrsg. mit Hugh Beale) Principles of European Contract Law. Part 1 and 2. Den Haag 1999.
- Some Features of the Law of Contract in the Thirds Millennium. In: Scandinavian Studies in Law. Bd. 40 (2000), S. 343–418.
- (hrsg. mit Eric Clive, André Prüm, Reinhard Zimmermann) Principles of European Contract Law. Part 3. Den Haag 2003.

### Autobiográficas
- « Ole Lando : ma vie en tant qu'avocat », en Revue de droit privé européen, 2002, n.º 3, p. 508 y ss.

### Literatura
- Oliver Remien (2020). Ole Lando (1922 – 2019) – Nachruf und kurzer Bericht vom ersten Ole Lando Memorial Symposium in Kopenhagen ( Ole Lando (1922 - 2019): obituario y breve informe del primer Simposio en memoria de Ole Lando en Copenhague ). JuristenZeitung 75 (2). p. 82. ISSN 0022-6882. doi:10.1628/jz-2020-0008. Consultado el 25 de enero de 2020.